# Fontaine, Isère
Fontaine je zahodno predmestje Grenobla in občina v vzhodnem francoskem departmaju Isère regije Rona-Alpe. Leta 2009 je naselje imelo 22.004 prebivalce.

## Geografija
Kraj leži v pokrajini Daufineji ob reki Drac, 4 km zahodno od središča Grenobla; je njegovo tretje največje predmestje.

## Uprava
Fontaine je sedež dveh kantonov:
- Kanton Fontaine-Sassenage (del občine Fontaine, občine Noyarey, Sassenage, Veurey-Voroize: 26.862 prebivalcev),
- Kanton Fontaine-Seyssinet (del občine Fontaine, občini Seyssinet-Pariset, Seyssins: 29.541 prebivalcev).

Oba kantona sta sestavna dela okrožja Grenoble.

## Pobratena mesta
- Alpignano (Piemont, Italija),
- Schmalkalden (Turingija, Nemčija),
- Sommatino (Sicilija, Italija).